# STS-51-D
STS-51-D (Space Transportation System-STS-51-D) var rumfærgen Discoverys 4. rumfærgeflyvning. Opsendt 12. april 1985 og vendte tilbage den 19. april 1985.
Hovedformålet var at sætte kommunikationssatellitterne Anik-C1/TELESAT-l  og SYNCOM IV-3/LEASAT-3 i kredsløb, men begge mislykkedes.

## Besætning
- Karol Bobko (kaptajn)
- Donald Williams (pilot)
- Rhea Seddon (1. missionsspecialist)
- Jeffrey Hoffman (2. missionsspecialist)
- David Griggs (3. missionsspecialist)
- Charles Walker (Nyttelast-specialist)
- Jake Garn (Nyttelast-specialist) (Republikansk senator).

## Missionen
Hovedartikler: